# Nikku-Jussinjärvi
Nikku-Jussinjärvi är en sjö i Kiruna kommun i Lappland och ingår i Torneälvens huvudavrinningsområde.